# Radixina
La radixina es una proteína asociada a los microfilamentos de actina F, en su morfología de redes de su variedad no contráctil. Tiene una función vital en el anclaje de los microfilamentos, pues forma parte de los complejos ERM, junto con la ezrina y la moesina. Estos complejos se asocian a las redes y las anclan a la membrana plasmática. A su vez, se unen a receptores de la membrana, como el CD44 (receptor del ácido hialurónico). Esto permite reaccionar de manera coordinada ante estímulos externos. En humanos, la radixina viene codificada por el gen RDX. Es una proteína relativamente corta, pues posee una longitud de 583 aminoácidos y una masa molecular de unos 68,5kDa. Mutaciones en el gen que la codifica esta proteína están implicadas en el desarrollo de la sordera. Este gen se ubica en el cromosoma 11.